# Жан Люксембурзький
Жан Люксембурзький (люксемб. Jean vu Lëtzebuerg, фр. Jean de Luxembourg), повне ім'я Жан Фелікс Марія Гійом (нар. 15 травня 1957) — люксембурзький принц, син великого герцога Люксембурга Жана та бельгійської принцеси Жозефіни-Шарлотти, молодший брат правлячого великого герцога Анрі.

## Біографія
Жан та його сестра-близнючка Маргарита народились 15 травня 1957 року у замку Бецдорф в родині спадкоємця люксембурзького престолу Жана та його дружини Жозефіни-Шарлотти Бельгійської. Хрещеними новонароджених стали герцог-консорт Люксембурга Феліче Бурбон-Пармський, її дід з батьківського боку, та данська принцеса Маргарита, двоюрідна бабуся з материнського боку.
В родині вже зростали старші діти: Марія-Астрід та Анрі, а згодом народився молодший син Гійом. Батько успадкував трон Люксембурзького герцогства, коли Жану було сім років.
Освіту принц здобував у Люксембурзі, Швейцарії та Франції, де отримав ступінь бакалавра. Згодом —пройшов мовні курси у Bell School of Languages у Кембриджі. 1977 він вступив до Королівської військової академії в Сандгерсті, підготовку в якій завершив у серпні 1978. Наступного року — став капітаном армії Люксембургу. Навчався в університетіу в Женеви, після чого працював у Нью-Йорку фінансовим аналітиком. Повернувшись до Європи у 1985, вступив до міжнародної бізнес-школі INSEAD у Фонтенбло, де 1986 отримав ступінь магістра з бізнес-адміністрування.
26 вересня 1986 зрікся прав щодо наслідування престолу, щоб узяти морганатичний шлюб із Елєн Сюзанн Вестур. За два тижні до цього народилася їхня донька. Весілля відбулося 27 травня 1987 у Парижі. Нареченому за кілька днів до цього виповнилося 30 років, нареченій за чотири дні виповнювалося 29. Всього у подружжя народилося четверо дітей. Розлучилися 13 грудня 2004.
18 березня 2009 принц взяв за дружину 46-річну Діану де Герр. Вони зареєстрували шлюб у мерії міста Рурмонд в Нідерландах. На церемонії були присутніми матір нареченої, графиня Євгенія Меттерніх цур Ґрахт,  а також молодший брат нареченого, принц Гійом.

## Родина
Дружина —  Елєн Сюзанн Вестур
Діти:
- Марія-Габріела (нар.1986)
- Костянтин (нар.1988)
- Венцеслав (нар.1990)
- Карл Йоганн (нар.1992)

Дружина — Діана де Герр